# Psary (powiat opoczyński)
Psary – wieś w Polsce położona w województwie łódzkim, w powiecie opoczyńskim, w gminie Sławno. 
| SIMC    | Nazwa   | Rodzaj    |
| ------- | ------- | --------- |
| 0552018 | Huta    | część wsi |
| 0552024 | Janków  | część wsi |
| 0552030 | Zaolzie | część wsi |

Do roku 1973 gmina Janków według stanu z dnia 1 lipca 1952 roku gmina składała się z 18 gromad: Dąbrowa, Grążowice, Grudzeń, Józefów, Kamilówka, Kozenin, Olszowiec, Owadów, Popławy, Popławy kol., Prymusowa Wola, Psary, Radonia, Sławno, Sławno Kościelne, Wygnanów, Zachorzów i Zachorzów kol.
W latach 1975–1998 miejscowość należała administracyjnie do województwa piotrkowskiego.
Przez miejscowość przepływa rzeczka Opocznianka, lewobrzeżny dopływ Wąglanki. Rzeczka w górnym biegu znana jest pod nazwą Młynek.
Wierni Kościoła rzymskokatolickiego należą do parafii  Przemienienia Pańskiego w Wielkiej Woli. We wsi znajduje się kaplica Sióstr Prezentek pod wezwaniem Przebitego Serca Pana Jezusa.